# Федерация баскетбола Соломоновых Островов
Любительская федерация баскетбола Соломоновых Островов (англ. Solomon Islands Amateur Basketball Federation) — организация, которая занимается развитием баскетбола на Соломоновых Островах. Базируется в Хониаре.

## История
Баскетбол был популярен на Соломоновых Островах ещё в колониальный период: в 1960-е годы мужская сборная участвовала в Южнотихоокеанских играх.
Федерация была создана в 1980-е годы, в 1987 году она стала членом ФИБА. Появление организации поспособствовало развитию баскетбола в стране: в конце 1990-х годов на Соломоновых Островах мужские и женские команды играли в нескольких дивизионах.
После того как в конце 1990-х — начале 2000-х годов на Соломоновых Островах произошёл переворот, баскетбольная инфраструктура была разрушена, но в 2003 году при содействии ФИБА Океания и Национального олимпийского комитета Соломоновых Островов комитет федерации был реорганизован.

## Современность
Баскетбол на Соломоновых Островах развивается. Федерация организует соревнования как среди взрослых команд, так и среди юниоров до 20 лет, подростков до 14 лет, учащихся средней и начальной школы. Также под эгидой федерации в международных соревнованиях выступают мужская и женская сборные Соломоновых Островов.
Кроме того, федерация помогает в организации баскетбольных турниров в провинциях Соломоновых Островов.

## Руководство
- Президент — Сирил Бернард Рахман[1]
- Вице-президент — Августин Басиа[1]
- Генеральный секретарь — Мерри Саилонга Фалуабуру[1]
- Казначей — Дебби Сейд[1]